# 30 Years (álbum)
30 Years es una caja recopilatoria de la banda irlandesa The Pogues. Incluye sus 7 álbumes de estudio (Red Roses for Me, Rum, Sodomy, and the Lash, If I Should Fall From Grace With God, Peace and Love, Hell's Ditch, Waiting for Herb y Pogue Mahone), además de un directo grabado en 1991 en el que participa Joe Strummer.

## Canciones
1. If I Should Fall From Grace With God
2. Summer In Siam
3. Sayonara
4. Young Ned Of The Hill
5. Rain Street
6. Repeal Of The Licensing Laws
7. Tombstone
8. Turkish Song Of The Damned
9. Gartloney Rats
10. London Calling
11. Thousands Are Sailing
12. Sunny Side Of The Street
13. Straight To Hell
14. Medley: The Recruiting Sergeant / The Rocky Road To Dublin / The Galway Races
15. Dirty Old Town
16. The Sickbed Of Cuchulainn
17. The Star Of The County Down
18. I Fought The Law
19. Hell's Ditch
20. Brand New Cadillac
21. Fiesta
22. Yeah, Yeah, Yeah, Yeah, Yeah